# Pech-de-Berre

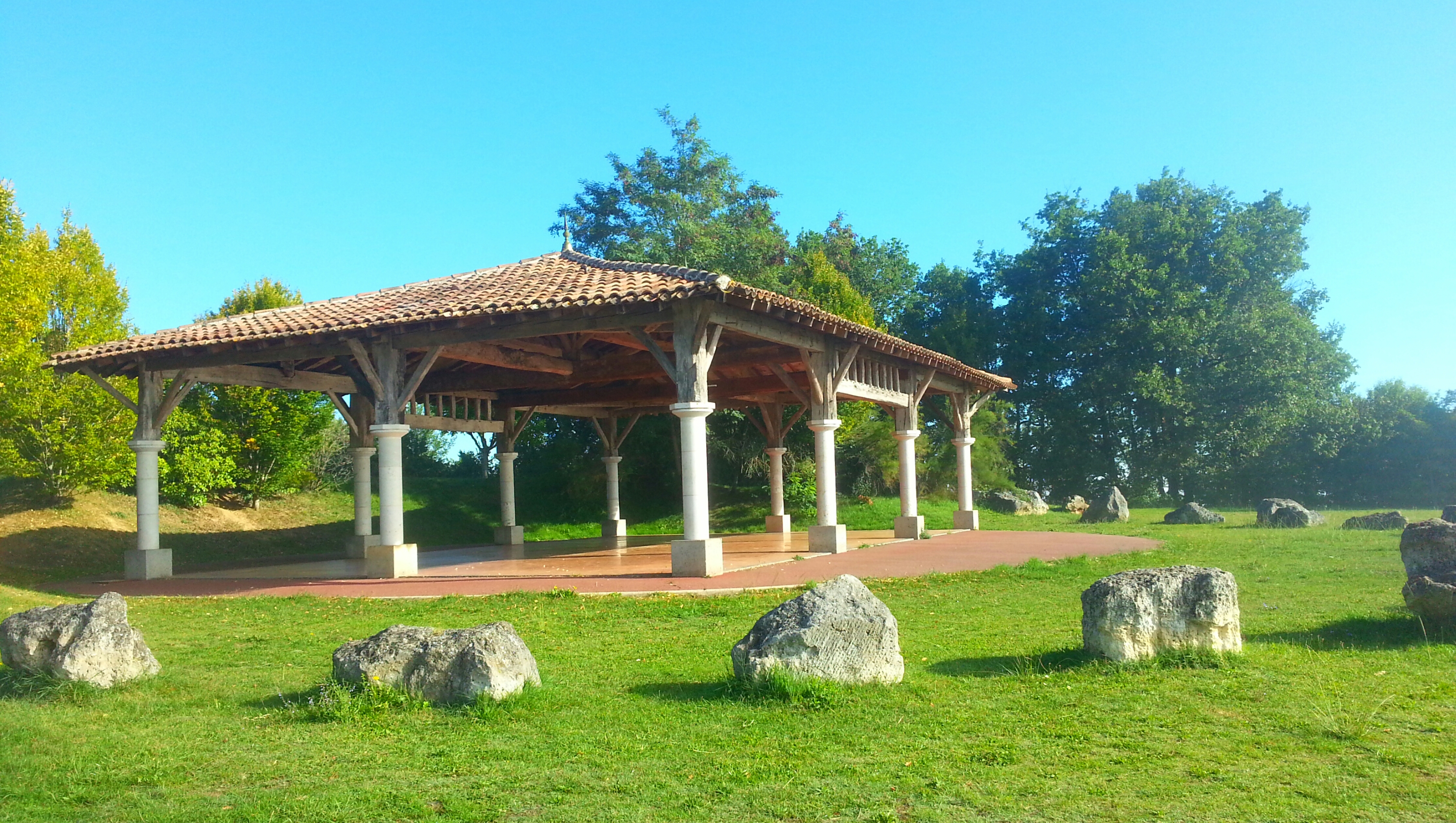
„Schutzhütte“

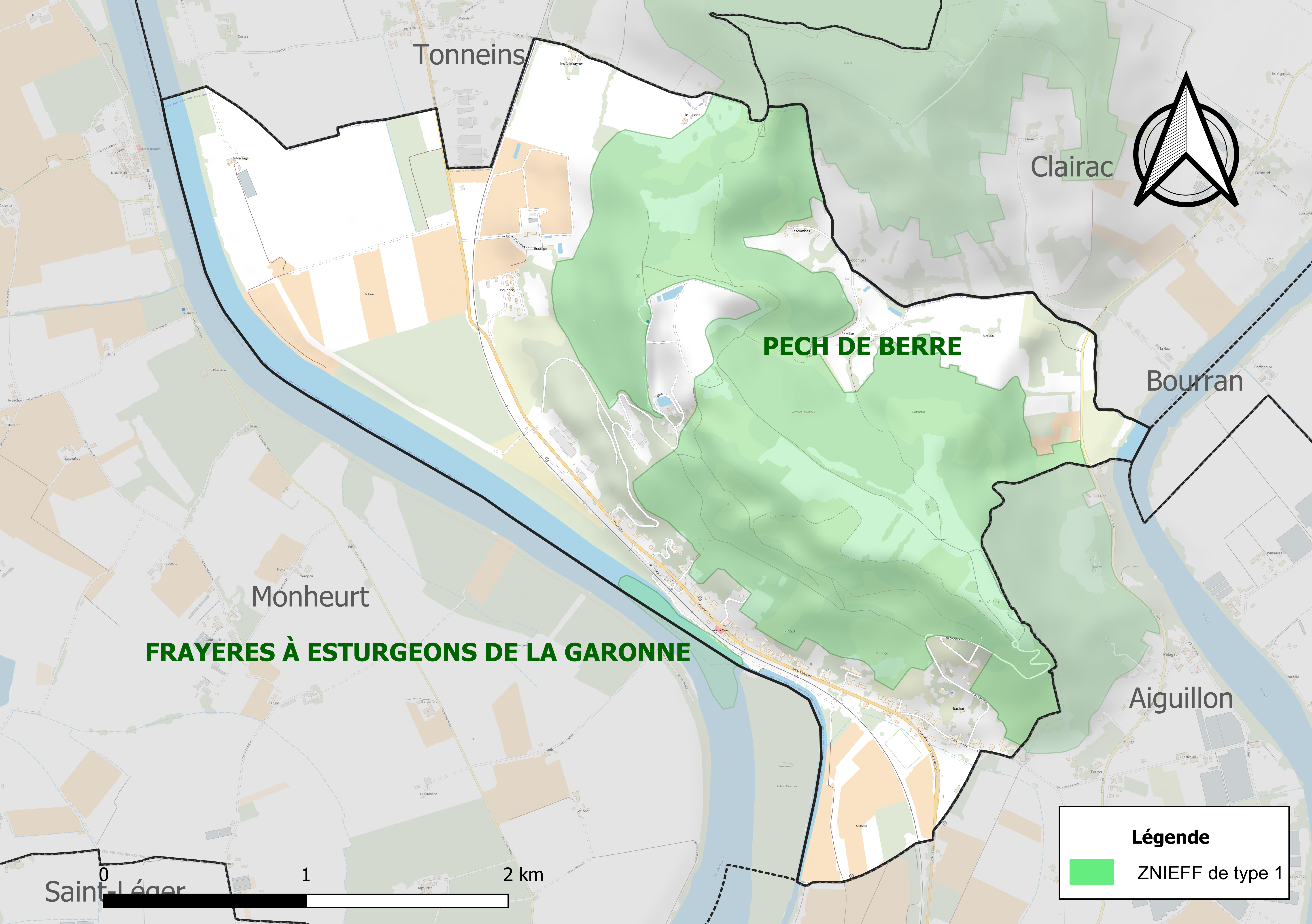
Kartiertes Schutzgebiet nach ZNIEFF

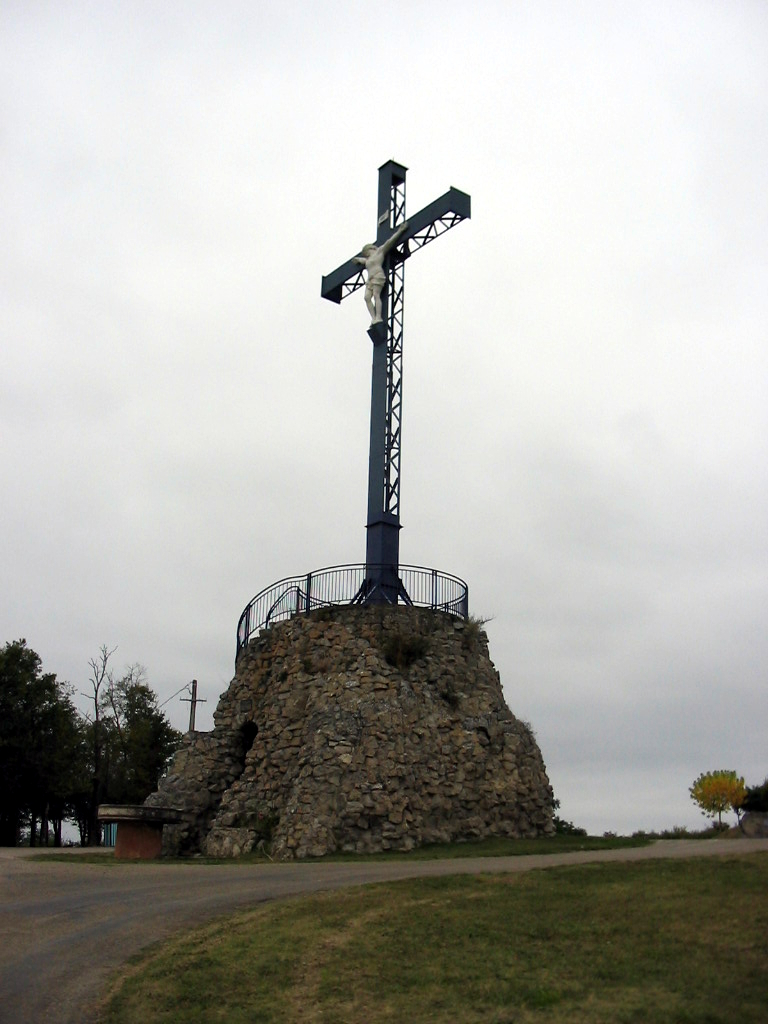
Metallkreuz von 1897

Der Pech-de-Berre ist ein 2 Hektar großes, 160 m hohes Hochplateau im Mündungsbereich der beiden südfranzösischen Flüsse Lot und Garonne, nach denen das Département Lot-et-Garonne benannt ist. Es ist eine vorchristliche Kultstätte, heute ein attraktives Ausflugsziel und bei Gleitschirmfliegern ein beliebter Startpunkt.

## Natur-Lebensraum
Diese Hochebene gehört zu der Gemeinde Nicole, die nach der Mündung des Lot unmittelbar am rechten Ufer der Garonne liegt. Die Mündungshöhe wurde mit 23 m bestimmt. Im Siedlungsraum von Nicole trennen kaum 100 Meter das Flussufer von dem Kalksteinhang, der teils bewaldet ist und steil aufragt. Der Pech-de-Berre gilt als einer der letzten noch gut erhaltenen Kalksteinhänge an der Südwestgrenze der Collines de Guyenne, der hier naturräumlich einen nach Süden gerichteten Spornberg bildet. Am südlichen Ende ist der Pech de Berre hauptsächlich in die Molasse des Agenais eingebettet. In den letzten Serpentinen der Zufahrtsstraße zum Gipfel wird der Hügel von Jupitermergel überlagert und von einigen Metern Agenais-Kalkstein gekrönt. Dieser Höhenzug schiebt sich von Norden kommend bis dicht in den Mündungsbereich dieser beiden Flüsse. Der Hang ist noch weitgehend von Menschenhand unberührt und bietet eine ungewöhnliche Flora. Der Kalksteinabbau endete in der frühen zweiten Hälfte des 20. Jahrhunderts. Bestimmende Pflanze ist die Orchidee, die auf Trockenrasen und Wacholderheide angesiedelt ist. Die Zones naturelles d’intérêt écologique, faunistique et floristique (ZNIEFF) beschreibt die Vegetation mit „submediterrane südwestliche laubabwerfende Gebüsche“.
Auch für die Fauna ist der Pech-de-Berre ein günstiger Lebensraum. Hier sind unter anderem die selten gewordene Bechsteinfledermaus, der Hirschkäfer, die Kleine Pechlibelle und die Französische Keiljungfer (Gomphus graslinii) beheimatet. Ferner brüten am Hang zahlreiche Raubvögel, die am Hang ideale Nahrungsbedingungen vorfinden. Über 300 schützenswerte Pflanzenarten konnten nachgewiesen werden. Entsprechend steht dieses Gebiet unter besonderem Schutz, weil die Störung, die Entnahme oder gar Zerstörung dieses Habitats ein langfristiges Risiko für die Arterhaltung darstellen würde. Pech-de-Berre gehört in den Listen des ZNIEFF zur Zone naturelle Type I und Type II. Außerdem wird das Gebiet in den Listen des Inventaire national du patrimoine naturel (INPG) geführt. Das unter Schutz gestellte Gebiet geht mit 291 ha weit über die Hochebene hinaus.

## Kultur und Freizeit
Der Ort oberhalb der Flussmündung wurde schon zur Bronzezeit für kultische Handlungen genutzt. Bodenfunde zeugen davon. Bereits im ausgehenden 19. Jahrhundert fand man zahlreiche Äxte aus poliertem Stein und weitere Siedlungsspuren. An diese Menschheitsperiode wird mit einem Pavillon in Form einer offenen Markthalle mit Schautafeln erinnert.
Hier führt auch ein Pilgerweg nach Santiago de Compostela mit der Wegkennzeichnung GR654 Est vorbei. Mit einer Wasserquelle ausgestattet finden die Pilger gute Bedingungen für eine Rast. Ferner ist hier ein 18 Meter hohes, blau gestrichenes Metallkreuz mit einer weißen Christusfigur aufgestellt. Es handelt sich um das größte derartige Kreuz in Frankreich. Es datiert aus dem Jahr 1897. Dies war die Symbolfigur des Kirchenkampfs in Frankreich, bei dem konservativ-restaurative Kräfte sich gegen republikanisch-demokratische Strömungen zur Wehr setzten. Mit der Errichtung eines derartigen Kreuzes errichteten sie ein Manifest in ihrer „Rückeroberungsarbeit“. Dabei wurden sie vom Erzbistum Bordeaux und seinem damaligen Kardinal François-Auguste-Ferdinand Donnet unterstützt.
Ferner ist der Berg als Fluggebiet für Hängegleiter bekannt. Der Startplatz ist für Gleitschirme und Drachenflieger geeignet. Schon 1985 gab es hier Drachenflieger, die im Laufe der Jahre mehrheitlich durch Gleitschirmflieger abgelöst wurden. Es gibt zwei Startplätze, die Richtung Südwest und Nordost ausgerichtet sind. Der Höhenunterschied beträgt knapp 100 m. Die Zufahrt mit dem Auto ist möglich. Wegen der saisonalen Taubenjagd ist der Start zwischen 15. Oktober und 15. November verboten und während der Heuernte steht der Landeplatz nicht zur Verfügung.